# Jovan Vladimir
Jovan Vladimir hoặc John Vladimir (tiếng Serbia Cyrillic: Јован Владимир; khoảng năm 990 - 22 tháng 5 năm 1016) là người cai trị của Duklja, công quốc Serbia mạnh mẽ nhất vào lúc đó, từ khoảng năm 1000 đến 1016. Ông cai trị trong cuộc chiến tranh kéo dài giữa các đế quốc Byzantine và đế quốc đầu tiên Bungari. Vladimir đã được công nhận là một vị vua sùng đạo, công bằng, và hòa bình. Ông được công nhận như là một người tử vì đạo và là vị thánh, với ngày lễ của ông được tổ chức vào ngày 22 tháng 5.
Jovan Vladimir đã có một mối quan hệ chặt chẽ với Byzantium, nhưng điều này đã không giúp cứu Duklja khỏi Sa hoàng Samuel bành trướng của Bulgaria, người đã chinh phục công quốc trong khoảng 1010 và giam tù Vladimir. Một biên niên sử thời Trung cổ khẳng định rằng con gái của Samuel, Theodora Kosara, từ chối tình yêu với Vladimir và xin cha cô giúp. Sa hoàng cho phép hôn nhân và trả Duklja lại cho Vladimir, người cai trị như là chư hầu của Sa hoàng. Vladimir đã không có một phần trong các nỗ lực chiến tranh của cha vợ. Cuộc chiến tranh lên đến đỉnh điểm với thất bại của Sa hoàng Samuel trước Byzantine năm 1014 và Sa hoàng tử vong ngay sau đó. Năm 1016, Vladimir nạn nhân của một âm mưu bởi Ivan Vladislav, người cai trị cuối cùng của đế chế Bulgaria đầu tiên. Ông đã bị chặt đầu ở phía trước của một nhà thờ ở Prespa, thủ đô của đế chế, và được chôn cất ở đó. Ông nhanh chóng được công nhận là một vị tử vì đạo và là vị thánh. Vợ ông, Kosara, cải táng ông trong Giáo đường Krajinska Prečista, gần triều đình của mình ở đông nam Duklja. Năm 1381, hài cốt của ông được bảo quản trong Giáo đường St Jovan Vladimir gần Elbasan, và từ năm 1995 họ đã được lưu giữ trong nhà thờ Chính thống giáo của Tirana, Albania. Hài cốt của vị thánh được coi là di tích Kitô giáo, và thu hút nhiều tín hữu, đặc biệt là ngày lễ của mình, khi di tích được đưa đến nhà thờ gần Elbasan cho lễ kỷ niệm.